# Ljubljana
Ljubljana (njemački: Laibach, talijanski: Lubiana) je glavni i najveći grad Slovenije. Središte gradske općine Ljubljana jedne od 11 gradskih općina u zemlji.
Grad leži na rijeci Ljubljanici, približno 10 km od utoka u Savu. Povjesničari se ne slažu o izvoru imena Ljubljana. Po mišljenju nekih izvor treba tražiti u riječi ljubljena, drugi smatraju da je u pitanju staro božanstvo Laburus, treći tvrde da je riječ došla iz latinskog izraza za rijeku koja poplavljuje, aluviana. Neki pak misle da potječe od njemačkog Laubach – mlačni potok.

## Povijest
Rimska naseobina Emona (Colonia Emona (Aemona) Iulia tribu Claudia) nastala je godine 15. poslije Krista. Ljubljana se prvi put spominje pod današnjim imenom 1144. (kao Laibach) i 1146. (Luwigana). Godine 1220. dobila je prava grada, a 1335. zajedno s ostatkom Kranjske došla u posjed Habsburgovaca. U 1461. postala je sjedište biskupije te se u kasnom srednjem vijeku razvila u kulturno središte Slovenaca. Habsburška vladavina bila je prekinuta samo u razdoblju 1809. – 1813. kada je Ljubljana bila glavni grad francuskih Ilirskih provincija. Godine 1821. grad je bio domaćin Ljubljanskog kongresa.
Poslije raspada Austro-Ugarske 1918. Ljubljana je zajedno s većim dijelom slovenskih zemalja ušla u sastav Kraljevine SHS. Novom administrativnom podjelom 1929. postala je glavni grad Dravske banovine, a nakon Drugog svjetskog rata glavni grad jugoslavenske Socijalističke Republike Slovenije. Ulogu glavnog grada je zadržala i nakon osamostaljenja Slovenije 1991.
Ljubljanu su više puta pogađali potresi. Poslije potresa 1511. obnovljena je u renesansnom stilu, a nakon katastrofalnog potresa 1895. u neoklasicističnom i secesijskom stilu. Između dva svjetska rata nastao je veći broj građevina po projektima znamenitog arhitekta Jože Plečnika.
Godine 1693. osnovana je Academia operosorum Labacensis, koju je 1701. naslijedila Academia philharmonicorum. Ljubljana je dobila sveučilište godine 1919., a Slovensku akademiju znanosti i umjetnosti 1937.

## Popis zajednica gradskih četvrti (četrtne skupnosti)
- Črnuče
- Posavje
- Bežigrad
- Center
- Jarše
- Moste
- Polje
- Sostro
- Golovec
- Rudnik
- Kolezija
- Trnovo
- Vič
- Murgle
- Rožnik
- Šiška
- Dravlje
- Šentvid
- Šmarna gora

## Demografija
| Stanovništvo: - muškaraca: - žena:                                    | 275.881 133.237 142.644        |
| Prosječna starost:                                                    | 40,17 godina                   |
| Stambene površine: - domaćinstava: - obitelji:                        | 28,87 m²/ osobu 102.646 74.900 |
| Radno aktivnih: - nezaposlenih:                                       | 130.122 14.143                 |
| Prosječna plaća (8. 2003.): - bruto: - neto:                          | 320.000 SIT 197.389 SIT        |
| Studenata:                                                            | 15.256                         |
| Izvor: Statistički ured Republike Slovenije, popis stanovništva 2002. |                                |

## Klima
| Klimatološki srednjaci za Ljubljana                  | Klimatološki srednjaci za Ljubljana | Klimatološki srednjaci za Ljubljana | Klimatološki srednjaci za Ljubljana | Klimatološki srednjaci za Ljubljana | Klimatološki srednjaci za Ljubljana | Klimatološki srednjaci za Ljubljana | Klimatološki srednjaci za Ljubljana | Klimatološki srednjaci za Ljubljana | Klimatološki srednjaci za Ljubljana | Klimatološki srednjaci za Ljubljana | Klimatološki srednjaci za Ljubljana | Klimatološki srednjaci za Ljubljana | Klimatološki srednjaci za Ljubljana |
| mjesec                                               | sij                                 | velj                                | ožu                                 | tra                                 | svi                                 | lip                                 | srp                                 | kol                                 | ruj                                 | lis                                 | stu                                 | pro                                 | godina                              |
| ---------------------------------------------------- | ----------------------------------- | ----------------------------------- | ----------------------------------- | ----------------------------------- | ----------------------------------- | ----------------------------------- | ----------------------------------- | ----------------------------------- | ----------------------------------- | ----------------------------------- | ----------------------------------- | ----------------------------------- | ----------------------------------- |
| apsolutni maksimum, °C                               | 14                                  | 19                                  | 23                                  | 30                                  | 31                                  | 38                                  | 39                                  | 35                                  | 31                                  | 29                                  | 20                                  | 16                                  | 39                                  |
| srednji maksimum, °C                                 | 2                                   | 5                                   | 10                                  | 15                                  | 20                                  | 24                                  | 27                                  | 26                                  | 22                                  | 15                                  | 8                                   | 4                                   | 15                                  |
| srednja dnevna temperatura, °C                       | 0                                   | 2                                   | 7                                   | 11                                  | 16                                  | 19                                  | 21                                  | 21                                  | 16                                  | 11                                  | 7                                   | 1                                   | 11                                  |
| srednji minimum, °C                                  | −4                                  | −4                                  | 0                                   | 4                                   | 9                                   | 12                                  | 14                                  | 14                                  | 11                                  | 6                                   | 2                                   | −1                                  | 5                                   |
| apsolutni minimum, °C                                | −27                                 | −28                                 | −16                                 | −5                                  | −3                                  | 4                                   | 7                                   | 4                                   | 1                                   | −2                                  | −11                                 | −15                                 | −28                                 |
| oborine, mm                                          | 88                                  | 89                                  | 76                                  | 98                                  | 121                                 | 133                                 | 113                                 | 127                                 | 142                                 | 151                                 | 131                                 | 114                                 | 1383                                |
| Izvor: Agencija Republike Slovenije za okolje (ARSO) |                                     |                                     |                                     |                                     |                                     |                                     |                                     |                                     |                                     |                                     |                                     |                                     |                                     |

## Gradovi prijatelji
Ljubljana ima potpisane sporazume sa sljedećim gradovima:
- Pesaro,  Italija (16. travnja 1964.)
- Parma,  Italija (11. travnja 1964.)
- Chemnitz,  Njemačka (17. listopada 1966.)
- Bratislava,  Slovačka (4. ožujka 1967.)
- Sousse,  Tunis (27. srpnja 1969.)
- Wiesbaden,  Njemačka (30. ožujka 1977.)
- Tbilisi,  Gruzija (7. listopada 1977.)
- Leverkusen,  Njemačka (30. kolovoza 1979.)
- Rijeka,  Hrvatska (23. listopada 1979.)
- Chengdu, pokrajina Sečuan,  Kina (25. listopada 1981.)
- Beč,  Austrija (14. srpnja 1999.)
- Atena,  Grčka (1. ožujka 2000.)
- Moskva,  Rusija (20. svibnja 2000.)
- Zagreb,  Hrvatska (21. veljače 2001.)
- Sarajevo,  Bosna i Hercegovina (24. siječnja 2002.)
- Beograd,  Srbija (24. studenog 2010.)

## Znanost i prosvjeta
Sveučilište u Ljubljani

## Kulturne ustanove

### Glazba
Glazbena akademija Sveučilišta u Ljubljani

### Galerije
- Moderna galerija Ljubljana
- Narodna galerija Slovenije
- Gradska galerija Ljubljana
- Galerija ŠKUC
- Galerija Hest
- Galerija Furlan - Črnuče
- Galerija Equrna

### Kazališta
- Gradsko kazalište u Ljubljani
- Slovensko narodno kazalište (drama)
- Slovensko kazalište mladih
- Šentjakobsko kazalište
- KUD France Prešeren
- Kazalište za djecu i mlade Ljubljana
- Teater komedija
- Cankarjev dom

### Muzeji
- Tehnički muzej Slovenije

U Ljubljani se nalaze dva odjela Tehničkog muzeja Slovenije i to stara elektrana kraj zgrade uprave Elektro Ljubljane i željeznički muzej s bogatom zbirkom različitih željezničarskih eksponata i starih lokomotiva nasuprot nekadašnje željezničke postaje Šiška.
- Arhitekturni muzej Ljubljana, Plečnikova zbirka

Stalna zbirka u kući u kojoj je živio i radio arhitekt Jože Plečnik sa sačuvanim izvornim ambijentom.
- Arhitekturni muzej Ljubljana, Dvorac Fužine

Stalni postav eksponata arhitekta Jože Plečnika s njegove izložbe u Parizu i izložbi drugih slovenskih arhitekata.
- Slovenski etnografski muzej

Izlaže etnografske zbirke s područja Slovenije i povremeno zbirke iz drugih europskih država.
- Gradski muzej Ljubljana,

U muzeju je prikazan povijesni razvoj grada Ljubljane i život građana u pojedinim povijesnim razdobljima (muzej je smješten u palači Auersperg).
- Narodni muzej Slovenije,

Predstavlja najvažnije arheološke nalaze od starijeg kamenog doba do visokog i kasnog srednjeg vijeka. Izložena je i restaurirana egipatska mumija stara 2600 godina, prva mumija u svijetu koja je u početku prošlog stoljeća snimljena rendgenskim uređajem.
- Muzej novije povijesti Slovenije,

Čuva i proučava materijalno i nematerijalno povijesno naslijeđe slovenskog etničkog prostora u dvadesetom stoljeću, njegove veze s ostatkom svijeta i događajima u njemu. Širi znanje o 20. stoljeću uz pomoć atraktivnih povremenih i stalnih izložbi. U muzeju je stalna izložba "Slovenci u 20. stoljeću". Povijest Slovenaca je predstavljena u razdoblju od početka Prvog svjetskog rata 1914. do osamostaljenja 1991.
- Prirodoslovni muzej Slovenije

Izlaže stalnu geološko-paleontološku zbirku, Zoisovu mineralošku zbirku, Hohenwartovu zbirku ljusaka mekušaca, razne herbarijske te zbirke kukaca, ptica, gmazova i riba. Predstavljena je čovječja ribica – Proteus i kosturi različitih kralježnjaka.
- Slovenski školski muzej

Predstavlja razvoj školstva u Sloveniji do godine 1991.
- Slovenski kazališni muzej

Kazališni muzej je u prostornoj stisci, zato nema stalnog postava o povijesti slovenskog kazališta nego priređuje povremene izložbe o znamenitim kazališnim glumcima i predstavama koje su obilježile kazališnu kulturu u Sloveniji.
- Povijesni arhiv Ljubljana

Povijesni arhiv Slovenije čuva gradivo o arhitekturnim objektima stare Ljubljane i okolice.
- Muzej duhana

Ovdje možete pogledati stalnu zbirku, koja prikazuje proizvodne postupke različitih duhanskih proizvoda, njihovu uporabu kroz vrijeme, način života zaposlenih, osobito radnica u duhanskoj industriji, tzv. "cigarica".
- Slovenska kinoteka

Slovenska kinoteka povezuje muzejsku i kinematografsku djelatnost: promovira filmsku kulturu i omogućuje povijesna istraživanja, brine se za obrazovanje na području filmske povijesti, potiče skupljanje i čuvanje važnih dokumenata i predmeta povezanih s filmom te skrbi za kulturnu promociju prošlih i današnjih dosega filmske umjetnosti. Redovito surađuje s filmskim festivalima koji se odvijaju u Sloveniji i njenoj okolici. Posljednjih je godina Slovenska kinoteka glavna lokacija LGBT filmskog festivala u Ljubljani koji je najstariji festival ove vrste u Europi. Isto tako brine se o svakodnevnom filmskom programu retrospektiva u Kinodvoru.

## Parkovi i vrtovi
U Ljubljani se nalazi približno 30 hektara parkova. Najveći dio te površine zauzima park Tivoli s površinom od 17,5 ha, ostalu površinu dijeli 28 manjih parkova. 
Ljubljana ima i botanički vrt, osnovan 1810. godine, koji je najstarija slovenska institucija s neprekinutim djelovanjem.

## Šport
- Nogomet
  - NK Olimpija
  - NK Olimpija (ugašeni 2005.)
  - ŽBK Olimpija (ženski klub)
  - NK Bravo
  - ND Ilirija 1911
  - NK Interblock
  - NK Krim
  - NK Ljubljana (ugašeni 2005.)
  - FC Ljubljana (ugašeni 2011.)
  - ŠD NK Ljubljana-Hermes
  - ND Slovan
  - NK Svoboda

Nogometni turnir Zmajevo gnezdo održava se od 2014. Od 2015. održava se Mednarodni memorialni turnir Roman Bengez.
- Košarka
  - KK Cedevita Olimpija
  - KK Olimpija (ugašeni 2019.)
  - KD Slovan
  - ŽKD Ježica (ženski klub)
  - ŽKK Ljubljana (ugašeni)

- Rukomet
  - RK Krim (ženski klub)
  - RK Olimpija (ženski klub)
  - RD Slovan
  - RD Prule 67 (ugašeni 2005.)
  - MRK Ljubljana

- Hokej na ledu
  - HS Olimpija
  - HDD Olimpija (ugašeni 2017.)
  - HK Slavija

- Odbojka
  - ACH Volley

- Ragbi
  - RFK Bežigrad
  - RK Ljubljana
  - RAK Olimpija

- Američki nogomet
  - Ljubljana Silverhawks

## Galerija

### Ljubljanski grad
- Rijeka Ljubljanica ~ 1936.
- Ljubljanski dvorac (Ljubljanski grad)
- Ljubljanski dvorac noću
- Pogled prema dvorcu u smjeru juga
- Pogled s dvorca

### Ostale znamenitosti
- Prešernov trg
- Gradska četvrt Bežigrad
- Dvorana Tivoli
- Dječak s jeguljom, kip u parku Tivoli
- Kongresni trg zimi
- Kazalište

## Poznate osobe
- Anja Zavadlav, slovenska bivša alpska skijašica

## Poveznice
- Zoološki vrt Ljubljana
- Magistrat (Ljubljana)
- Stari grad (Ljubljana)
- Stiška palača
- Codellijev kanonikat

## Vanjske poveznice
- Službena stranica (slov.) (engl.)
- Stranica Turističke zajednice Ljubljane (slov.) (engl.) (njem.) (tal.)
- Botanički vrt Ljubljana (slov.) (engl.) (njem.) (tal.) (fr.)
- Kliamtološki podaci za Ljubljanu (1981. – 2010.) (engl.)
- Neke ekstremne klimatološke vrijednosti u razdoblju od 1948. do 2013. (engl.)

### Ostali projekti
|  | Zajednički poslužitelj ima još gradiva o temi Ljubljana |